# Fernando da Piedade Dias dos Santos
Fernando da Piedade Dias dos Santos, llamado Nando (*5 de marzo de 1952) es un político de Angola. Fue primer ministro de su país desde el 6 de diciembre de 2002 hasta el 30 de septiembre de 2008, cuando fue sustituido por Paulo Kassoma. El puesto permanecía vacante desde el año 1999 cuando lo abandonó Fernando José de França Dias Van-Dúnem. Previamente a su acceso al cargo, Nando había sido ministro del Interior. Tras los cambios constitucionales de febrero de 2010 paso a ocupar la nueva vicepresidencia del país.

## Biografía
Piedade es un primo del presidente José Eduardo dos Santos. Sus padres emigraron a Angola desde Santo Tomé y Príncipe. Obtuvo una licenciatura en derecho en 2009 de la Universidad Agostinho Neto en Angola.
En 1971, Piedade se unió al Movimiento Popular para la Liberación de Angola (MPLA). Después de la independencia de Portugal en 1975, comenzó su carrera en la Policía Popular de Angola y se convirtió en jefe de división en 1978. En 1981, se unió al Ministerio del Interior, donde se convirtió en viceministro en 1984. En el año siguiente, fue elegido miembro del Congreso del Partido de los Trabajadores del MPLA y se le otorgó el rango de coronel en el ejército angoleño. Luego se convirtió en miembro de la Asamblea Popular, comenzando una serie de nombramientos para cargos ministeriales.
Después de ocupar el cargo de ministro del Interior desde 1999, Piedade fue nombrado primer ministro en noviembre de 2002 y asumió el cargo el 6 de diciembre de 2002. La oficina del primer ministro había estado vacante durante tres años.
Piadade fue el 14º candidato en la lista nacional del MPLA en las elecciones parlamentarias de septiembre de 2008. Durante las elecciones, el MPLA ganó una mayoría abrumadora y Piedade fue elegido para un asiento en la Asamblea Nacional. 
Después de las elecciones de 2008, el Buró Político del MPLA eligió a Piedade para convertirse en el presidente de la Asamblea Nacional el 26 de septiembre de 2008. También eligió a Paulo Kassoma para reemplazar a Piedade como primer ministro. El 30 de septiembre, los miembros recién elegidos de la Asamblea Nacional se reunieron y prestaron juramento. Piedade fue elegido presidente de la Asamblea Nacional en esta ocasión. Ella ganó 211 votos contra 3. 
El 21 de enero de 2010, la Asamblea Nacional aprobó una nueva constitución que aumentaría los poderes presidenciales, eliminaría el puesto de primer ministro y eliminaría las elecciones populares para el puesto de presidente. Piedade describió la adopción de la Constitución por la Asamblea Nacional como un "momento histórico". El 3 de febrero de 2010, el presidente dos Santos nombró a Piedade para el cargo recién creado de vicepresidente de Angola. Después de haber sido un asociado cercano y poderoso de dos Santos durante mucho tiempo, su nombramiento como vicepresidente lo hizo más probable. que fue considerado como el futuro sucesor de dos santos. Sin embargo, dos Santos ya había sido nombrado candidato presidencial del MPLA en 2012, lo que sugiere que no tenía intención de retirarse. 
En 2012, el presidente eligió a Manuel Vicente, quien había encabezado la petrolera estatal Sonangol, como su probable sucesor. Vicente fue nominado como el segundo candidato en la lista de candidatos parlamentarios del MPLA, lo que lo convierte en el candidato a vicepresidente del partido. Tras la victoria de la MLPA en las elecciones legislativas de 2012, Vicente asumió el cargo de vicepresidente el 26 de septiembre de 2012, sucediendo a Piedade. Un día después, el 27 de septiembre de 2012, Piedade fue elegido presidente de la Asamblea Nacional.